# Aloysius Stepinac

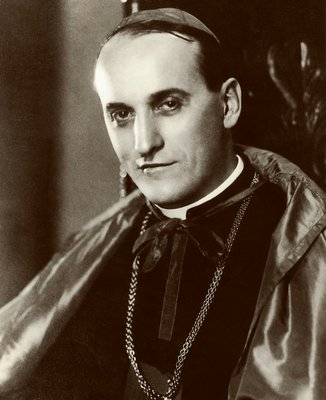
Alojzije Stepinac.

Alojzije Viktor Stepinac (Krašić (nabij Zagreb), 8 mei 1898 - aldaar, 10 februari 1960) was een Kroatisch aartsbisschop en martelaar.

## Afkomst en studies
Stepinac was de zoon van Josip en Barbara Stepinac. Hij was het vijfde kind van negen kinderen in een gezin van welvarende boeren. Josip was eerder gehuwd met Marija Matko, met wie hij drie kinderen had, en hertrouwde nadat Marija gestorven was.
Aloysius deed zijn middelbare studies in Zagreb. Tijdens de Eerste Wereldoorlog deed hij dienst in het Oostenrijkse leger, maar werd gewond en bleef van september tot december 1918 in Italiaanse krijgsgevangenschap. Hij startte vervolgens met studies in de landbouwwetenschappen in Zagreb en verloofde zich. Nadat de vrouw in 1924 de verloving had verbroken, wilde hij priester worden en ging in het pauselijk college in Rome theologie studeren. Op 26 oktober 1930 werd hij, samen met zijn landgenoot Franjo Šeper tot priester gewijd door Giuseppe Palica. Terug in Kroatië werd hij de rechterhand van aartsbisschop Anton Bauer (1856-1937) in Zagreb.

## Aartsbisschop-coadjutor en aartsbisschop - Zagreb
Op 29 mei 1934 werd Stepinac op 36-jarige leeftijd door paus Pius XI benoemd tot aartsbisschop-coadjutor. Hij werd op 24 juni door aartsbisschop Bauer tot bisschop gewijd en was daarmee op dat ogenblik de jongste bisschop ter wereld. Medeconsecratoren waren Ivan Šarić, de aartsbisschop van Vhrbosna en Quirinus Bonefačić, bisschop van Split. Hij richtte twaalf nieuwe parochies op, steunde de katholieke pers in zijn land en hielp de rechten van de Katholieke Kerk te vrijwaren tegenover de Joegoslavische staat.
Op 7 december 1937 volgde hij de gestorven aartsbisschop Bauer op en werd primaat van Joegoslavië.
De toestand in zijn diocees was moeilijk. De Kroaten en de Katholieke Kerk moesten in de veelvolkerenstaat, die Joegoslavië was, vechten voor de erkenning van hun rechten en er ontstond een groot priestertekort. In vele scholen werd het godsdienstonderricht verboden. Zelf was Stepinac bijzonder bescheiden en bekommerde zich om de noden van de kleine man.
In tegenstelling tot Josip Strassmeyer, een van zijn voorgangers, was aartsbisschop Stepinac veel minder oecemenisch ingesteld. Hij beschouwde de orthodoxen als afvalligen: "Het zou ideaal zijn als de Serviërs terugkeerden tot het geloof van hun vaders, dat wil zeggen: het hoofd te buigen voor Zijne Heiligheid, de vertegenwoordiger van Christus."

## Tweede Wereldoorlog
In 1941 trokken de Duitse troepen Joegoslavië binnen en Kroatische nationalisten riepen de onafhankelijkheid van Kroatië uit. Aartsbisschop Stepinac redde vervolgde joden, protesteerde tegen de Ustasja-kampen en nam vervolgde Serven in bescherming. Tijdens de Tweede Wereldoorlog organiseerde hij acties ter ondersteuning van de noodlijdenden en vervolgden, liet voedsel verdelen, verstopte vervolgden en had bijzonder veel aandacht voor de wezenkinderen. Hij was ook een overtuigd patriot en anticommunist. Tegenover het Pavelić-bewind nam hij, na aanvankelijke steun in 1941, een neutrale, gereserveerde houding aan en veroordeelde in 1943 de Jodenvervolgingen. Toen de Kroatische staat in april 1941 een feit was, liet hij een Te Deum in de kathedraal van Zagreb zingen. Hij hoopte dat daarmee een einde gekomen was aan de jarenlange Servische verdrukking van het katholieke Kroatië.

## Naoorlogse periode

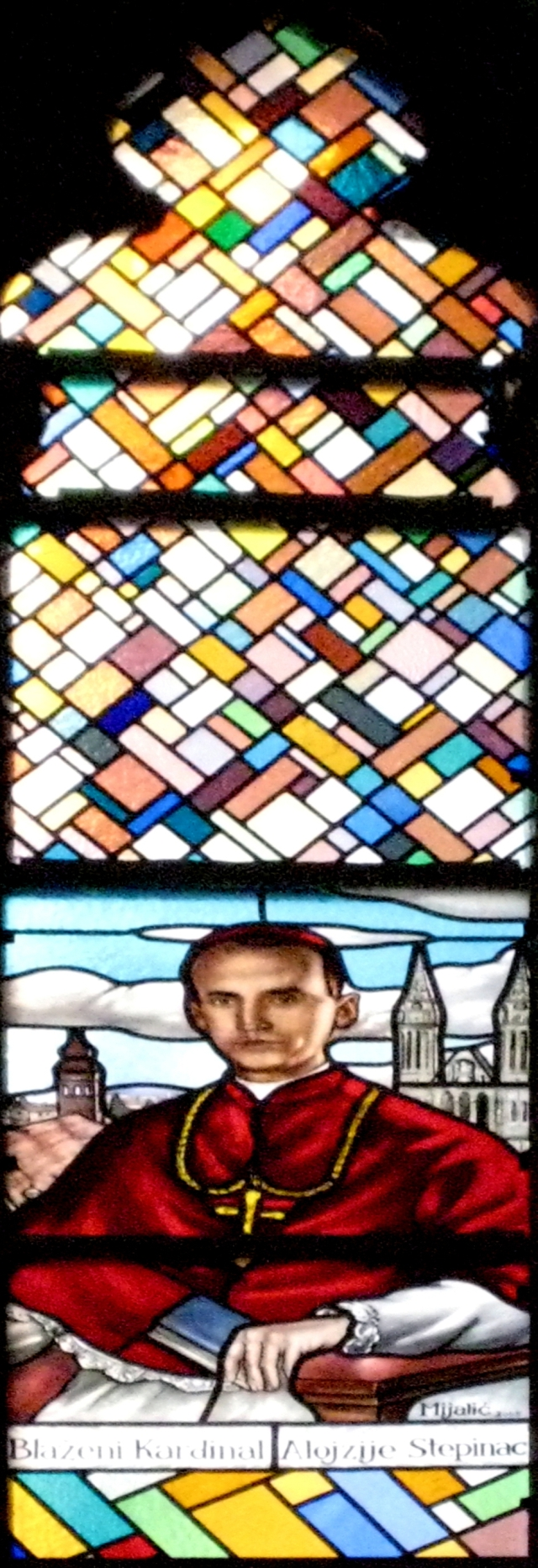
Zalig kardinaal Aloysius Stepinac in Fiume (Rijeka).

Bij het einde van de Tweede Wereldoorlog namen de communistische partizanen van Josip Tito de macht over. Toen de partizanen Zagreb naderden, werd Stepinac gewaarschuwd dat hij als collaborateur zou worden beschouwd door de communisten en dat hij riskeerde geëxecuteerd te worden, maar Stepinac besloot op zijn post te blijven.
In mei 1945 werd hij onder druk van het communistische regime gevangengenomen, maar spoedig weer vrijgelaten omdat er een groot volksoproer dreigde om Stepinac te bevrijden. In 1946 werd hij opnieuw opgepakt, nadat hij zich in 1945 verzet had tegen Tito's poging de Kroatische Kerk van Rome te isoleren. Hij werd op 11 oktober 1946 tot 16 jaar dwangarbeid veroordeeld. Paus Pius XII omschreef de rechtszitting als een allertreurigst proces. De internationale weerklank was groot en vanuit de Westerse wereld kwamen protesten van staatslieden en kerkelijke gezagsdragers over het schijnproces. Een aanbod van een hoge ambtenaar om een genadeverzoek in te dienen, dat zou worden geaccepteerd, werd door Stepinac geweigerd.
In 1951 bezweek communistisch Joegoslavië onder de internationale druk en kon Stepinac naar zijn geboortedorp terugkeren om daar onder huisarrest te verblijven. Tijdens het consistorie van 12 januari 1953 verleende paus Pius XII hem de waardigheid van kardinaal, hetgeen leidde tot een korte onderbreking van de diplomatieke betrekkingen tussen Joegoslavië en het Vaticaan. Het regime liet niet toe dat Stepinac zijn kardinaalshoed in Rome kon ontvangen. Hetzelfde jaar kreeg hij leukemie. 
In 1958 verbood het communistisch regime zijn deelname aan het conclaaf dat in oktober Angelo Roncalli tot paus verkoos.
Stepinac stierf op 10 februari 1960 op 61-jarige leeftijd en werd begraven in de kathedraal van Zagreb. Hij werd opgevolgd door kardinaal Franjo Kuharić.

## Rehabilitatie en zaligverklaring
Op 14 februari 1992 werd Stepinac door het Kroatisch Parlement gerehabiliteerd en op 3 oktober 1998 werd hij in Marija Bistrica zalig verklaard door paus Johannes Paulus II. Zijn gedenkdag is 10 februari.